# Serrat Negre (Saldes)
El Serrat Negre és una serra situada entre els municipis de Saldes i de Vallcebre a la comarca del Berguedà, amb una elevació màxima de 2.282 metres.